# L'internauta

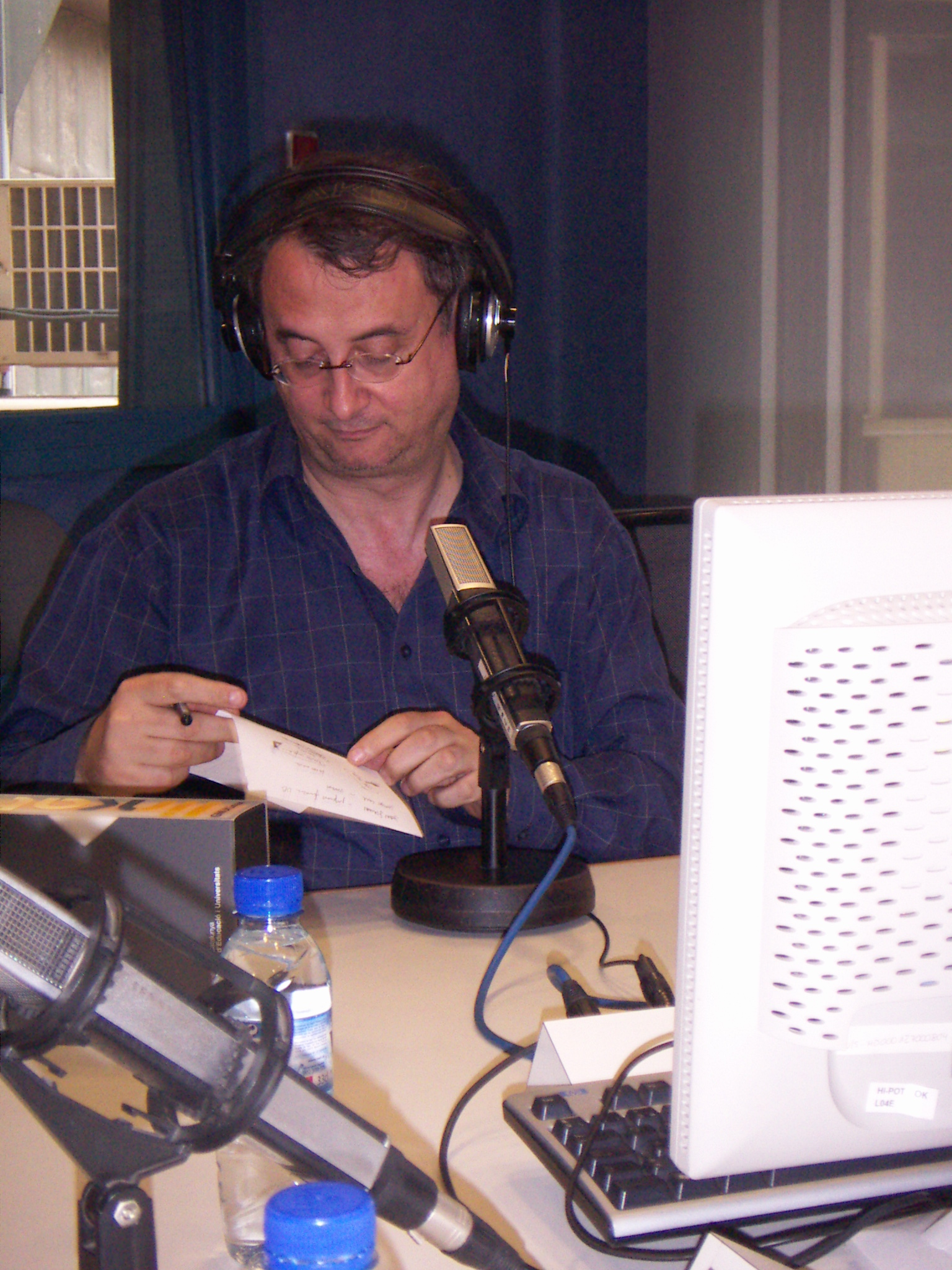
Vicent Partal anunciant la Marató Viquipèdia a L'internauta del 19 de maig del 2007

L'internauta era un programa sobre Internet que s'emetia des dels estudis de VilaWeb, a través de desenes d'emissores de ràdio locals i El Punt Avui TV. Iniciat per Jordi Vendrell l'any 1995 a la sintonia de Catalunya Ràdio, va ser conduït després per Vicent Partal. L'internauta comptava cada setmana amb Martí Crespo i ha tingut com a col·laboradors habituals del programa Amadeu Abril, Anna Boluda, Joan Jofra i Cristina Ribas.

## Història
Iniciat l'any 1995 per Jordi Vendrell, amb la col·laboració de Vicent Partal, L'internauta va ser el primer programa en català sobre internet, el primer de totes les ràdios europees a tractar exclusivament aquest tema i un dels primers programes de ràdio en català que va estar disponible per baixar en diferit i disposar d'una versió en podcast. Cada setmana L'internauta porta convidats que presenten iniciatives en català a la xarxa, que presenten amb un estil planer dirigits a tots els públics, amb un estil que intenta fugir dels tecnicismes.
Catalunya Ràdio va decidir no seguir emetent L'internauta la temporada 2010-11. Després de les queixes d'alguns oients i el fet que era el podcast més escoltat de l'emissora, els autors van decidir continuar emetent el programa, des de VilaWeb, a partir del setembre del 2010. Des del setembre del 2011, L'internauta va tornar a les ones de ràdio a través de les emissores locals. Va començar emetent-se a Ràdio Caldes (Caldes de Montbui), però ben aviat es va establir un conveni amb la Federació de Ràdios Locals de Catalunya, que oferí L'internauta a totes les emissores associades dins de la programació de suport. El nombre d'emissores que s'apunten a l'emissió de L'internauta va ser creixent fins a arribar a emetre's a més de 150 emissores.
Durant la temporada 2012 – 2013 els programa es va emetre per les emissores de La Xarxa. A partir del 26 d'abril de 2014 el programa també s'emetia a través d'El Punt Avui TV.

## Llista de L'internauta
La llista de correu electrònic de L'internauta va ser creada just en els inicis del programa on es parlava de tot i de res cap a l'any 1995, quan el programa era dirigit i presentat per Jordi Vendrell.
Durant molts anys, sobretot en els seus inicis, va ser considerat un referent en el ciberspai català. El 24 de febrer del 2010, Joan Jofra va enviar un correu anunciant que a causa de la baixa participació potser era el moment de tancar la llista.